# Antiétatisme
 (juin 2024).
L'antiétatisme est l'opposition à l'étatisme, c'est-à-dire à l'intervention de l'État dans les affaires personnelles, sociales et économiques. L'antiétatisme peut rejeter l'État complètement ainsi que le pouvoir et la domination en général, comme dans l'anarchisme ; il peut éventuellement réduire la taille et la portée de l'État à un minimum, par exemple dans le minarchisme ; ou il peut plaider en faveur d'une société sans État comme un objectif lointain, par exemple dans le marxisme. Il peut également, comme dans le cas du libéralisme, rejeter non pas l'État mais l'idéologie étatiste en tant que système de croyances plaçant l'État au-dessus de la société civile, percevant l'État comme la solution systématique aux problèmes économiques et sociaux, refusant de l'envisager comme une cause possible de ces problèmes.

## Catégories générales
Les antiétatistes diffèrent grandement en fonction des opinions qu'ils ont « en plus » de l'antiétatisme. Ainsi, les catégories de pensée antiétatistes sont parfois classés comme collectivistes ou individualistes.
La difficulté importante à déterminer si un penseur ou de la philosophie est antiétatiste est le problème de la définition de l'État lui-même. La terminologie a changé au fil du temps, et les écrivains du passé ont souvent utilisé le mot « État » dans un sens différent de celui que nous l'utilisons aujourd'hui. Ainsi, l'anarchiste Mikhail Bakounine utilise le terme pour signifier tout simplement un organisme gouvernant. D'autres auteurs utilisent le terme « État » pour désigner toute organisation ayant pour but de légiférer ou d'appliquer la loi. Karl Marx définit l'État comme l'institution utilisée par la classe dirigeante d'un pays pour maintenir les conditions de sa domination. Selon Max Weber, l'État est une organisation avec un monopole de l'utilisation de la force légal dans une zone géographique particulière.
Thoreau exprime cette évolution de la perception de l'antiétatisme :

« J'accepte de tout cœur la devise « Que le meilleur gouvernement est celui qui gouverne le moins » et j'aimerais bien qu'il en soit ainsi le plus rapidement et le plus systématiquement possible. Poussé à fond, cela se ramène à ceci, auquel je crois également, « Que le meilleur gouvernement est celui qui ne gouverne pas du tout » et quand les hommes et les femmes y seront préparés, ce sera le genre de gouvernement qu'ils auront. »

— Henry David Thoreau, La Désobéissance civile.

## Philosophies antiétatistes

### Complètement antiétatistes
Avec l'antiétatisme comme but immédiat.
- Anarchisme
- Nihilisme
- Libertarianisme
- Agorisme

### Partiellement antiétatiste
Avec l'antiétatisme comme idéal ou but dans le futur.
- Libéralisme classique
- Paléo-conservatisme
- Paléo-libertarianisme
- Philosophies politiques liées au libéralisme classique et au minarchisme.
- Philosophies politiques liées au marxisme et au communisme.

## Écrits antiétatistes
- 1574 : Étienne de La Boétie, Discours de la servitude volontaire ou le Contr’un. [lire en ligne]
- 1793 : William Godwin, Enquiry concerning Political Justice, and its Influence on General Virtue and Happiness[note 1]. [(en) lire en ligne]
- 1825 : Thomas Hodgskin, Labour Defended against the Claims of Capital[note 2]. [(en) lire en ligne]
- 1840 : Pierre-Joseph Proudhon, Qu'est-ce que la propriété ? ou Recherche sur le principe du Droit et du Gouvernement. [lire en ligne]
- 1844 : Max Stirner, Der Einzige und sein Eigentum (L'Unique et sa propriété)[note 3]. [lire en ligne]
- 1849 : Henry David Thoreau, Civil Disobedience[note 4]. [(en) lire en ligne]
- 1849 : Frédéric Bastiat, La Loi. [lire en ligne]
- 1849 : Gustave de Molinari, Les Soirées de la rue Saint-Lazare. Entretiens sur les lois économiques et défense de la propriété. [lire en ligne]
- 1851 : Herbert Spencer, The Right to Ignore the State[note 5]. [(en) lire en ligne]
- 1866 : Mikhaïl Bakounine, Катехизис революционера[note 6]. [(ru) lire en ligne]
- 1867-1870 : Lysander Spooner, No Treason[note 7]. [(en) lire en ligne]
- 1886 : Benjamin Tucker, State Socialism and Anarchism: How far they agree, and wherein they differ[note 8]. [(en) lire en ligne]
- 1902 : Pierre Kropotkine, Mutual Aid : A Factor of Evolution[note 9]. [(en) lire en ligne]
- 1922 : Sante Ferrini, Il Governo, Paris, s. é.
- 1935 : Albert Jay Nock, Our Enemy, the State[note 10]. [(en) lire en ligne]
- 1962 : Murray Rothbard, Man, Economy, and State[note 11]. [(en) lire en ligne]
- 1982 : Murray Rothbard, L'Éthique de la Liberté[note 12]. [(en) lire en ligne]
- 1983 : Samuel Edward Konkin III, New Libertarian Manifesto (en)[note 13]. [(en) lire en ligne]
- 1985 : Anthony de Jasay, The State[note 14]. [(en) The State lire en ligne]
- 2001 : Kevin Carson, The Iron Fist Behind the Invisible Hand[note 15]. [(en) lire en ligne]